# Sanhedryn

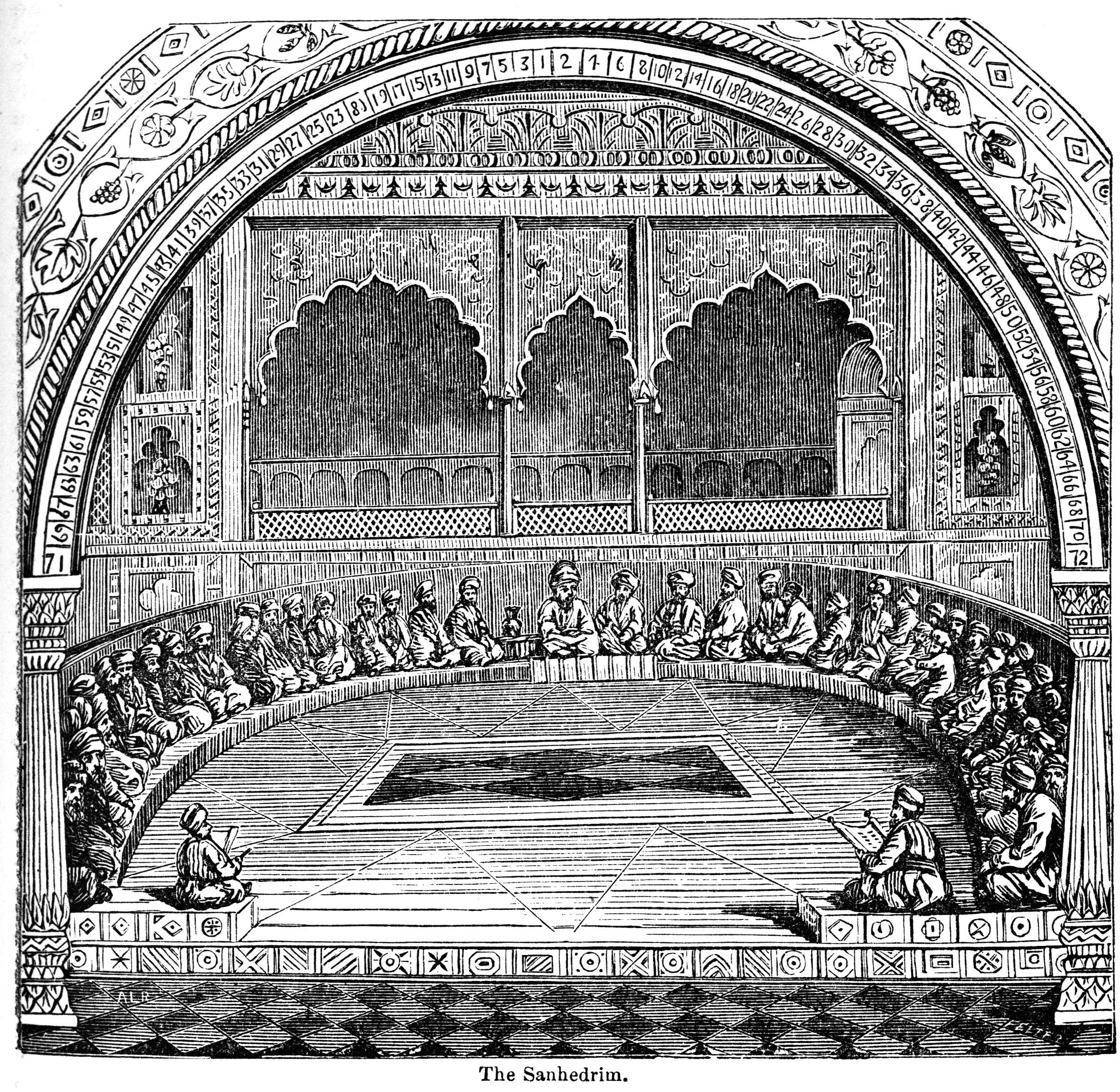
Sanhedryn na ilustracji z encyklopedii z 1883

Sanhedryn (hebr. ‏סַנְהֶדְרִין‎, gr. συνέδριον Synedrion od συν „współ-” i έδρα „(po)siedzenie”), inaczej Wysoka Rada lub Wielki Sanhedryn (hebr. Sanhedrin Ha-Gdola) – najwyższa żydowska instytucja religijna i sądownicza w starożytnej Judei, wspomniana w źródłach po raz pierwszy w 203 p.n.e.
Sanhedryn zbierał się w Jerozolimie na Wzgórzu Świątynnym i składał się z 71 członków, głównie arystokracji saducejskiej. Od czasu Machabeuszów w skład sanhedrynu wchodzili także faryzeusze oraz esseńczycy. Początkowo przewodniczącym (Nasim) Wielkiego Sanhedrynu, który przewodniczył obradom prawodawczym, był z urzędu arcykapłan, później na stanowisko to wybierano jednego z członków rady i sprawowali je także świeccy członkowie, np. przywódcy frakcji faryzeuszów tacy jak Hillel, Szammaj, Gamaliel. Procesom sądowym przewodniczył drugi w kolejności (Ab Beit Din, Menachem Esseńczyk, Szammaj, Kajfasz).
Powstał prawdopodobnie już w czasach perskich, po raz pierwszy był wzmiankowany w dekrecie Antiocha III, króla Syrii jako gerusia (rada starszych), wedle tradycji sięgał czasów Mojżesza (o towarzyszących mu 70 starszych mówią Księga Wyjścia 24,1 i Księga Liczb 16,11).
Początkowo sanhedryn był organem doradczym przy arcykapłanie lub królu, od przejścia Judei pod administrację rzymską (6) stał się najwyższym – oprócz arcykapłana – autorytetem religijnym i prawnym w kraju. Prócz Wielkiego Sanhedrynu istniało jeszcze w Judei 5 sanhedrynów okręgowych po 23 członków (Jerozolima, Gadara, Amatus, Jerycho i Seforis) oraz liczne trzyosobowe sądy gminne.
Po upadku Jerozolimy (70) nazwę Wielkiego Sanhedrynu zachowały do 358 roku kolegia uczonych w Piśmie (rabinów) rezydujące kolejno w miejscowościach: Jawne (od 68), Usza, Szefaram, Bet Sze’arim, Seforis i Tyberiada. Urząd nasiego – przewodniczącego Sanhedrynu i patriarchy Żydów przetrwał do 425 r.
Według tradycji rabinicznej Wielki Sanhedryn istniał nieprzerwanie od czasów Mojżesza do IV w. n.e.
W 2004 w Izraelu zainaugurował działalność nowy Sanhedryn, który znajduje się w fazie organizacji i z tego względu nie nosi nazwy Wielkiego Sanhedrynu, lecz nazwę – „Powstający Sanhedryn”. 2005–2008 jego przewodniczącym był rabin Adin Even-Israel Steinsaltz.